# Gwendoline Riley
Gwendoline Riley (ur. 1979) – brytyjska pisarka.
Ukończyła studia na Manchester Metropolitan University. Otrzymała nagrody: Betty Trask Award (za powieść Cold Water) i Somerset Maugham Award (za powieść Joshua Spassky).
Mieszka w Manchesterze.

## Dzieła
- Cold Water (2002) (powieść)
- Sick Notes (2004) (powieść)
- Tuesday Nights and Wednesday Mornings (2004) (zbiór opowiadań)
- Joshua Spassky (2007) (powieść)
- Moje zmory (2025) (powieść)